# Monolistra monstruosa
Monolistra (Monolistra) monstruosa là một loài chân đều trong họ Sphaeromatidae. Loài này được Sket miêu tả khoa học năm 1970.